# 권재홍
권재홍(權在弘, 1958년 12월 11일 ~ )은 MBC 플러스 사장을 역임했던 대한민국의 언론인이다.

## 학력
- 제물포고등학교
- 서울대학교 생물학과 학사

## 경력
| 연도             | 소속                                        |
| ---------------- | ------------------------------------------- |
| 1981 ~ 1987      | MBC 보도본부 기자                           |
| 1988 ~ 1997      | MBC 경제부 기자                             |
| 2002 ~ 2003      | MBC 보도본부 경제부 부장                    |
| 2003 ~ 2004      | MBC 보도본부 편집부 부장                    |
| 2004 ~ 2007      | MBC 워싱턴 특파원                           |
| 2008             | MBC 보도본부 선임기자                       |
| 2012.2 ~ 2014.3  | MBC 보도본부 본부장                         |
| 2013 ~ 2015      | 한국신문방송편집인협회 부회장               |
| 2014.3 ~ 2017.2  | MBC 부사장                                  |
| 2015 ~ 2017      | 한국신문방송편집인협회 감사                 |
| 2017.3 ~ 2018.3  | MBC 플러스 대표이사 사장                    |
|                  | 한국언론인연합회 운영자문위원               |
|                  | TV조선 시청자위원회 부위원장                |
|                  | 공정언론국민연대 이사회 이사                |
| 2023.12 ~ 2024.5 | 제22대 국회의원선거 선거방송심의위원회 위원 |
| 2024.1 ~         | 공정언론국민연대 이사장                     |

## 진행
| 연도 | 방송사 | 프로그램              | 진행 기간                           | 비고 |
| ---- | ------ | --------------------- | ----------------------------------- | ---- |
| 1994 | MBC    | MBC 뉴스와이드        | 1994년 4월 11일 ~ 1994년 10월 14일  |      |
| 2000 | MBC    | 뉴스&정보 피자의 아침 | 2000년 5월 15일 ~ 2000년 10월 27일  | 평일 |
| 1996 | MBC    | MBC 뉴스데스크        | 1996년 11월 16일 ~ 2000년 5월 7일   | 주말 |
| 2000 | MBC    | MBC 뉴스데스크        | 2000년 10월 30일 ~ 2001년 12월 31일 | 평일 |
| 2010 | MBC    | MBC 뉴스데스크        | 2010년 4월 5일 ~ 2013년 11월 15일   | 평일 |
| 2009 | MBC    | MBC 100분 토론        | 2009년 12월 3일 ~ 2010년 5월 13일   |      |
| 2025 | TV조선 | TV조선 강적들         | 2025년 3월 15일 ~ 2025년 6월 28일   |      |

## 수상 경력
- 1985년 한국기자상
- 1986년 백상예술대상 TV 비극부문상
- 2011년 제38회 한국방송대상 개인상 앵커부문